# Иванчанка
Иванчанка (укр. Іванчанка) — село, относится к Болградскому району Одесской области Украины. Расположено на правом берегу реки Сака около устья Кантемира.
Население по переписи 2001 года составляло 575 человек. Почтовый индекс — 68525. Телефонный код — 4847. Занимает площадь 0,62 км². Код КОАТУУ — 5124785602.

## Местный совет
68525, Одесская обл., Тарутинский р-н, с. Надречное, ул. Центральная, 87